# Lacul Roșu
Lacul Roșu eller den Røde Sø er en naturlig dæmningssø i distriktet Harghita i Rumænien. Den ligger i Hășmaș-bjergene, på det øvre løb af Bicaz-floden, og ligger ved foden af bjerget Hășmașul Mare, nær Bicazkløften, i en afstand af 26 km fra Gheorgheni og 30 km fra Bicaz.
Søen blev dannet efter sammenbruddet af en skråning på grund af jordskælvet den 23. januar 1838 kl. 18:45, der målte 6,9 på Richter-skalaen. Jordskreddet blokerede Bicaz-flodens løb, og søen dannede sig bag denne dæmning.:124 
Ved de seneste målinger, foretaget i 1987, har søen en omkreds på 2,830 m, og dækker et område på 11,47 ha, og rummer 587,5 m3 vand. Søen ligger i en højde af 983 moh. i en lavning med et fremherskende subalpint klima.

## Beliggenhed
Den Røde Sø ligger mellem Suhardul Mic og Suhardul Mare-toppene på nordsiden, Podu Calului-bjergene mod sydvest, Licaș- og Chișhovoș-bjergene mod nordvest, Făgetul Ciucului-toppen mod nordøst, og Muntele Ucigaș (Dræberbjerget) mod øst.
Søen får vand fra fire store vandløb og 12 årstidsvarierende vandløb, hvoraf de vigtigste er Vereșchiu, Licaș, Suhardul og Pârâul Oii (Oaia). :124 Søen munder ud i Bicazfloden, der løber mod Bicaz-kløften, omkring 4 km mod nordøst.

## Søens dannelse
Selvom Den Røde Sø er relativ ny, diskuteres forholdene og tidspunktet for sødannelsen meget. Under dannelsen var søområdet et vanskeligt tilgængeligt område, økonomisk uudforsket. Ifølge Franz Herbich blev Den Røde Sø dannet i 1838. Dette er også begrundet i jordskælvet den 23. januar 1838, som blev gentaget i februar og kunne have forårsaget et jordskred. Et andet dannelsesår er 1837, hvilket kan argumenteres med at der var meget voldsomme storme og kraftige regnskyl. Om denne periode skriver Ditrói Puskás Ferenc i sit værk, "The History of Borsec ". Det væsentlige er at søen blev dannet ved at den lermasse, der blev aflejret under den sidste istid på den nordvestlige skråning af Mount Ghilcoș skred ned og lukkede dalen.
Kort efter at dalen var blevet lukket , blev granskoven oversvømmet, og træerne blev forstenede, hvilket gav en sjælden særegenhed til hele landskabet. I de første dannelsesår er søen udvidet yderligere - cirka en kilometer højere i ådalen, men med tiden eroderede den naturlige dæmning, og vandstanden stabiliserede sig på det nuværende niveau.

## Turisme
Omgivelserne ved søen har et behageligt mikroklima. Dalen er stort set fri for vind, meget ren luft rig på naturlige aerosoler, naturskønne omgivelser giver fremragende betingelser for dem, der søger efter kilder til naturlig rekreation. Siden 1900-tallet har der været rekreative kurbade - en turisme, der har skabt udvikling i området.